# Winston-Salem Cycling Classic
Das Winston-Salem Cycling Classic ist ein Straßenradrennen in den USA. Das Eintagesrennen findet in und um der Region der Stadt Winston-Salem im Bundesstaat North Carolina statt.
Erstmals wurde es 2014 veranstaltet. Bei den Herren ist das Rennen Teil der UCI America Tour und ist dort in der Kategorie 1.1 eingestuft. Bei den Damen ist es Teil des Internationalen Kalenders der UCI.

## Sieger
- 2020 wegen COVID-19-Pandemie abgesagt
- 2019  Ulises Alfredo Castillo
- 2018  Sam Bassetti
- 2017  Robin Carpenter
- 2016  Ryan Roth
- 2015  Toms Skujins
- 2014  Travis McCabe

## Siegerinnen
- 2020 wegen COVID-19-Pandemie abgesagt
- 2019  Leigh Ann Ganzar
- 2018  Lily Williams
- 2017  Lauren Stephens
- 2016  Rossella Ratto
- 2015  Alena Amjaljussik
- 2014  Shelley Olds